# John Leslie Breck

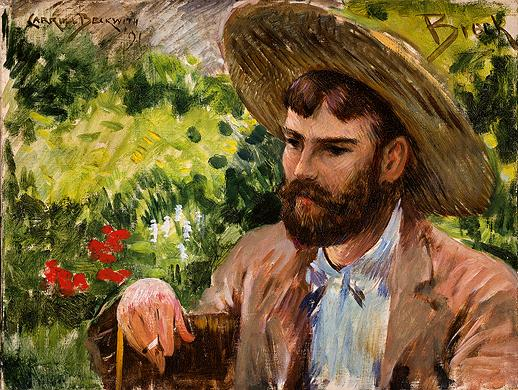
John Leslie Breck, por James Carroll Beckwith.

John Leslie Breck (1860 - 1899) fue un artista estadounidense que murió a los 39 años. Durante su corta vida pintó numerosos trabajos notables, y se le atribuye la introducción del Impresionismo en los Estados Unidos con una exhibición en Boston en 1890. Falleció en 1899, informándose su muerte como envenenamiento con gas, y está enterrado en el Forest Hills Cemetery en Boston. Sus trabajos se conservan en varios museos estadounidenses y colecciones privadas.

## Trabajo y vida
Breck nació frente a Hong Kong en el mar en 1860, hijo de un oficial naval estadounidense. De regreso en los Estados Unidos, creció en Newton, Massachusetts, donde asistió a la Governor's Academy durante un año antes de matricularse en la St. Mark's School en 1877. Tras su graduación, el joven artista estudió pintura en la Academia Real de Múnich. Breck regresó a Boston en 1882 y pasó la primera parte de su carrera pintando en Nueva Inglaterra.
En 1886, John Leslie Breck regresó a Europa para estudiar en París en la Academia Julian. Mientras estaba en la escuela, Breck estableció muchas conexiones que influirían en su estilo artístico. Estudió con Gustave Boulanger y Jules Joseph Lefebvre, y también conoció a un puñado de artistas estadounidenses que estudiaban en el extranjero. En 1887 Breck, junto con otros dos de esos artistas amigos Willard Metcalf y Theodore Robinson, viajaron a Giverny, Francia, a la casa del maestro impresionista Claude Monet, donde se hizo su amigo.  Breck Introdujo el impresionismo de vuelta en los Estados Unidos en 1890.
Breck para entonces había absorbido los aspectos formales de los maestros clásicos holandeses. En Giverny aprendió y adoptó el estilo impresionista y técnicas de Claude Monet.
A pesar del éxito obtenido exhibiendo en el Salón en 1888 y 1889, Breck dejó París después de romper una relación sentimental con la hijastra de Monet, Blanche Hoschedé Monet.

## Legado
A su regreso a Boston en 1890 exhibió en el St. Botolph Club. En esa muestra, y en sus pinturas restantes de la época, se puede notar que la perspectiva atmosférica y los colores vibrantes de sus  paisajes de Massachusetts, Giverny, y Venecia muestran no sólo su gran talento como paisajista sino también su integración en el gran movimiento artístico del impresionismo. Murió en 1899.
Existe un notable retrato de 1891 de Breck en Francia por su amigo James Carroll Beckwith en exposición permanente en la Galería Nacional de Arte, en Washington, D.C.
El fondo John Leslie Breck, un legado de la herencia del artista, en la St. Mark's School de Southborough continúa apoyando las bellas artes allí.